# Miguel Cortijo
Miguel Alberto Cortijo (La Banda, 22 agosto 1958) è un ex cestista argentino.

## Carriera
Con l'Argentina ha partecipato a due edizioni dei Campionati mondiali (1986, 1990).